# Chendol lubricus
Chendol lubricus е вид лъчеперка от семейство Chaudhuriidae. Видът е уязвим и сериозно застрашен от изчезване.

## Разпространение и местообитание
Разпространен е в Индонезия (Калимантан).
Обитава сладководни басейни, реки и потоци.

## Описание
На дължина достигат до 5,8 cm.
Популацията на вида е намаляваща.